# Canthigaster investigatoris
Canthigaster investigatoris es una especie de peces de la familia Tetraodontidae.

## Hábitat
Es un pez de mar de clima tropical y asociado a los arrecifes de coral que vive hasta los 101 m de profundidad.

## Distribución geográfica
Se encuentran en el océano Indo-Pacífico y mar de Indonesia.